# Шильтигайм
Шильтигайм (фр. Schiltigheim [ʃiltikaɪm]) — коммуна на северо-востоке Франции в регионе Гранд-Эст (бывший Эльзас — Шампань — Арденны — Лотарингия), департамент Нижний Рейн, округ Страсбур, кантон Шильтигайм.

## Географическое положение

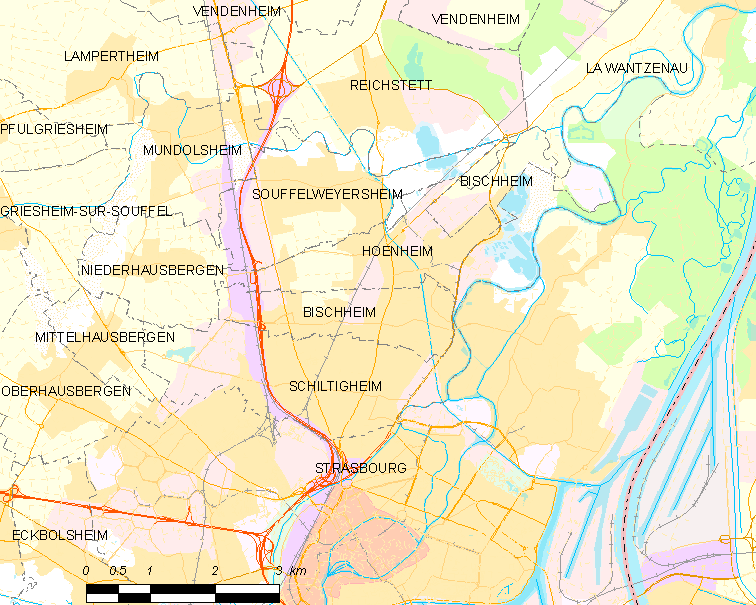
На карте

Коммуна расположена на расстоянии около 400 км на восток от Парижа и в 3 км севернее Страсбурга.
Площадь коммуны — 7,63 км², население — 31239 человек (2006) с тенденцией к стабилизации: 31450 человек (2013), плотность населения — 4122,9 чел/км².

## Население
Население коммуны в 2011 году составляло 31633 человека, в 2012 году — 31691 человек, а в 2013-м — 31450 человек.
| 1962  | 1968  | 1975  | 1982  | 1990  | 1999  | 2006  | 2008  | 2011  | 2012  | 2013  |
| ----- | ----- | ----- | ----- | ----- | ----- | ----- | ----- | ----- | ----- | ----- |
| 25081 | 29198 | 30144 | 29574 | 29155 | 30841 | 31239 | 31133 | 31633 | 31691 | 31450 |

Динамика населения:

## Экономика

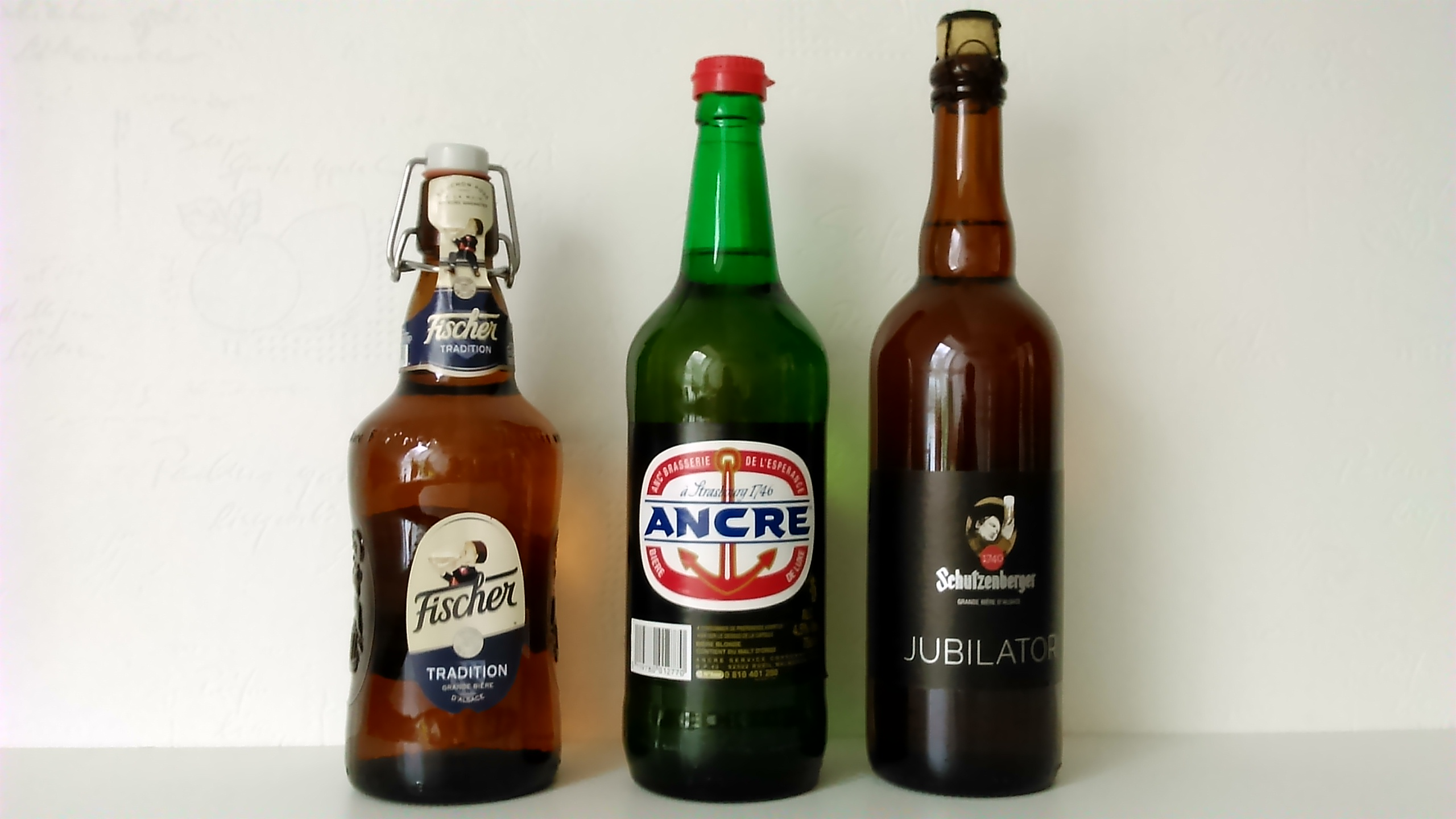
Сорта пива коммуны Шильтигайм

В 2010 году из 20772 человек трудоспособного возраста (от 15 до 64 лет) 15139 были экономически активными, 5633 — неактивными (показатель активности 72,9 %, в 1999 году — 74,4 %). Из 15139 активных трудоспособных жителей работали 12944 человека (6639 мужчин и 6305 женщин), 2195 числились безработными (1134 мужчины и 1061 женщина). Среди 5633 трудоспособных неактивных граждан 2144 были учениками либо студентами, 1354 — пенсионерами, а ещё 2135 — были неактивны в силу других причин.

## Достопримечательности (фотогалерея)

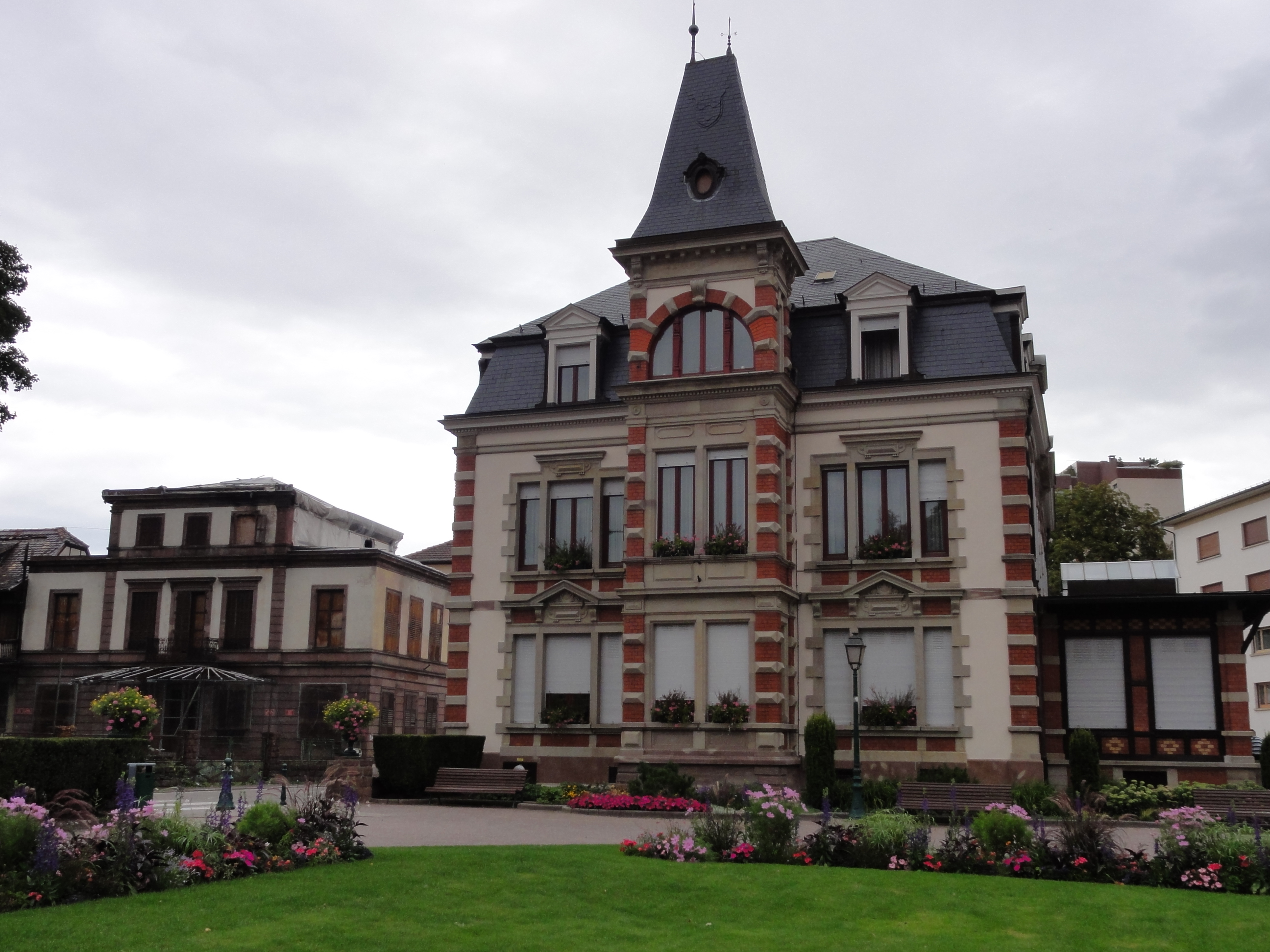
Вилла
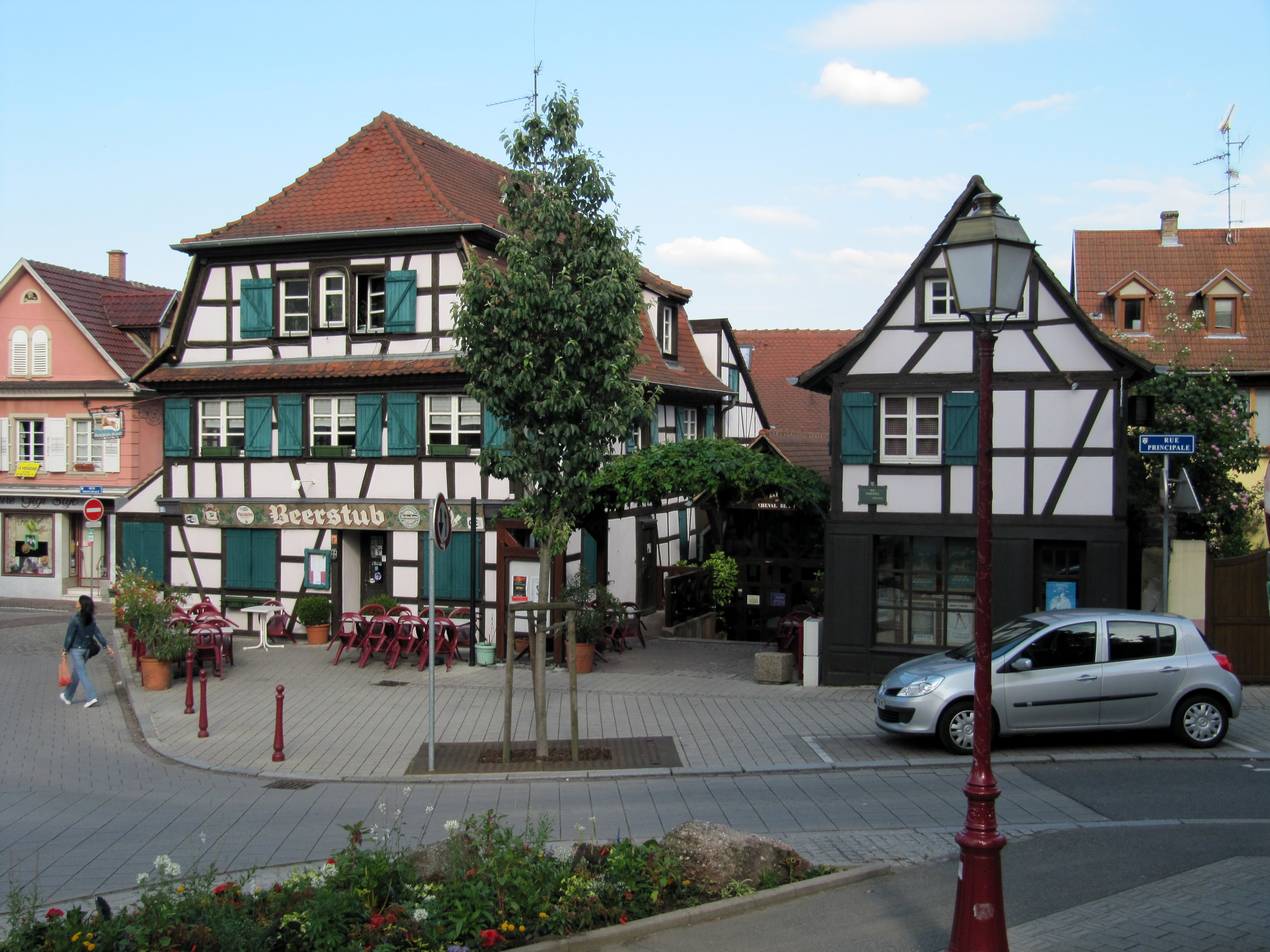
Фахверковые дома на главной улице
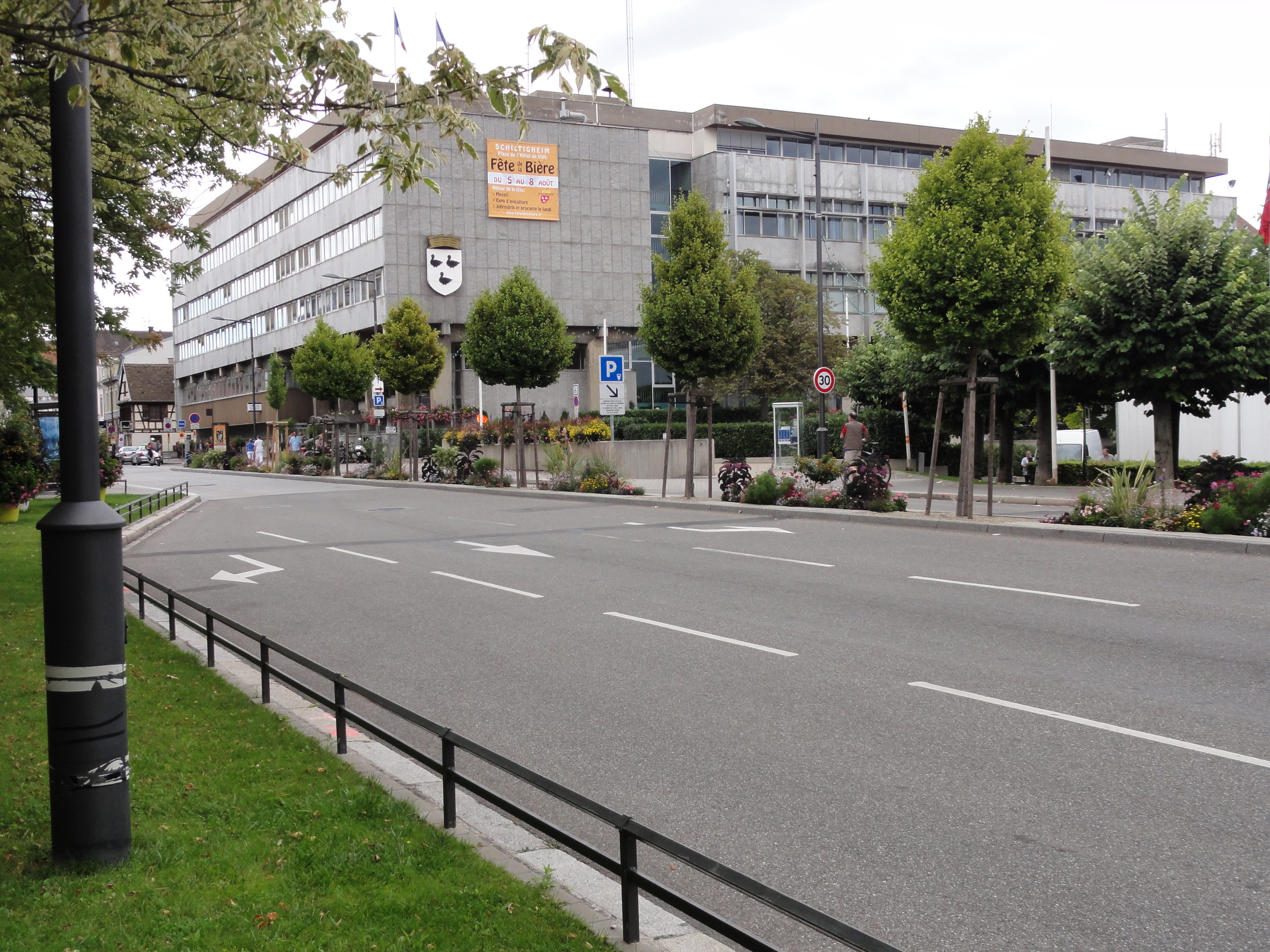
Здание отеля
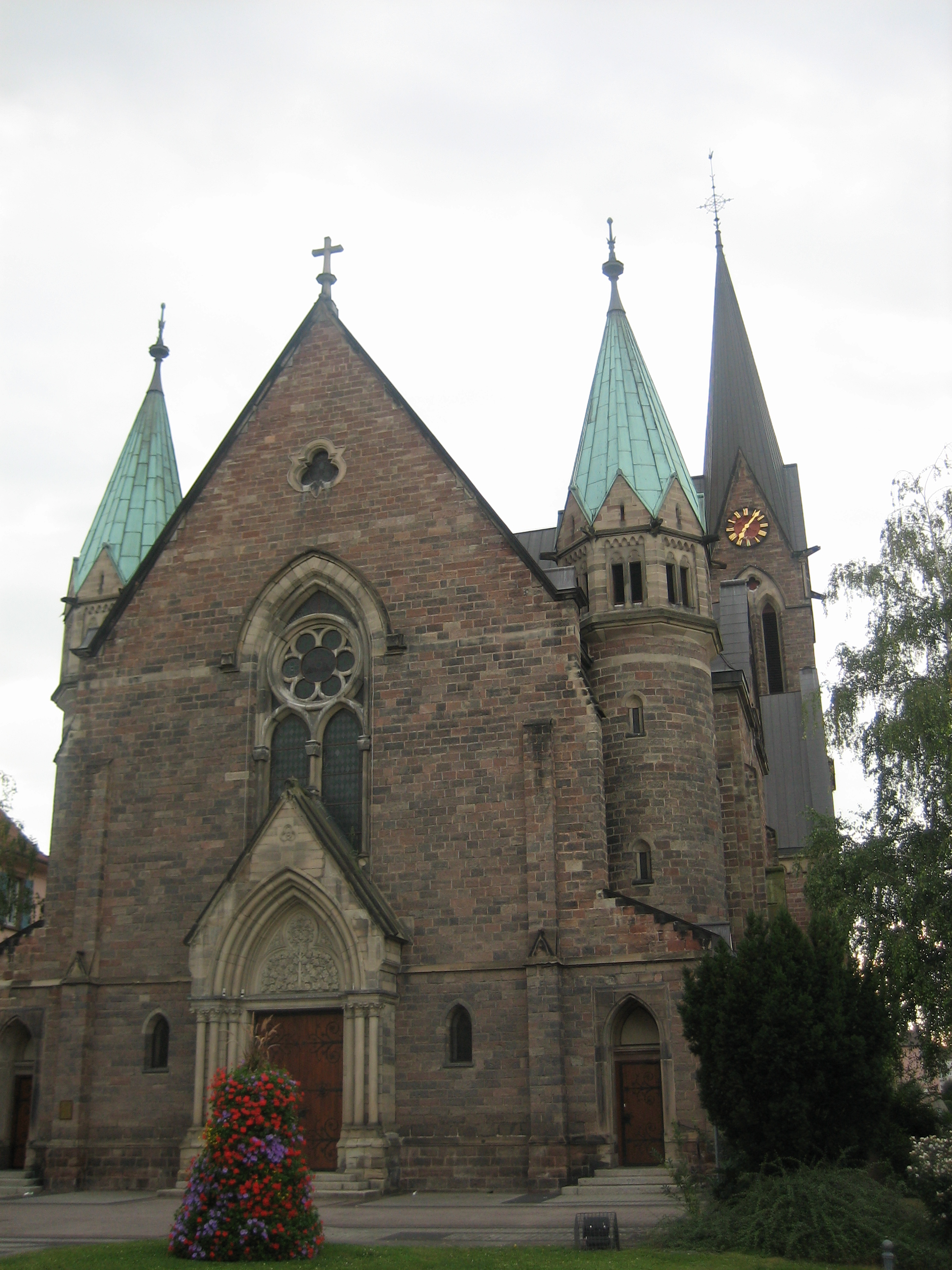
Католическая церковь
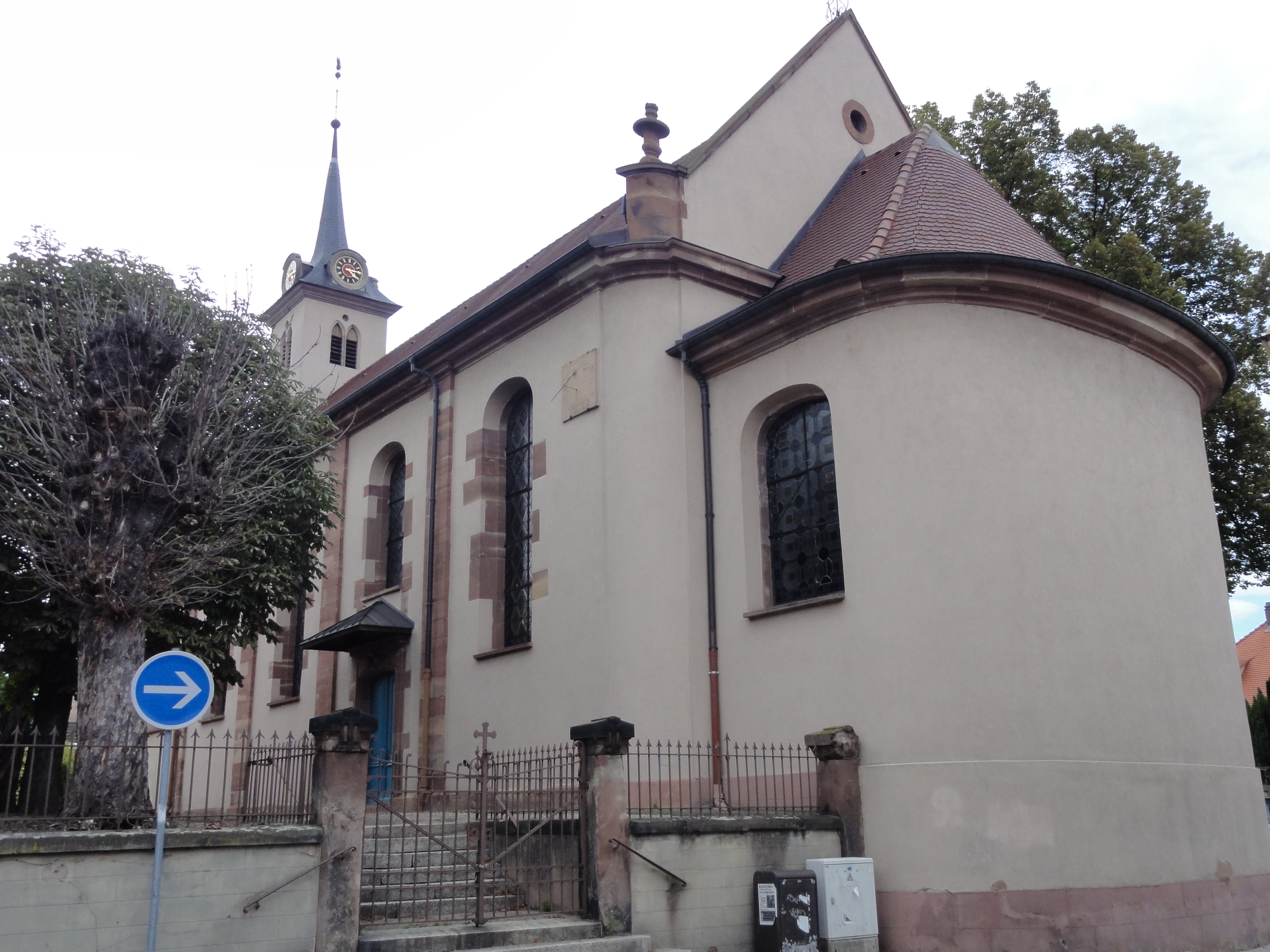
Протестантская церковь
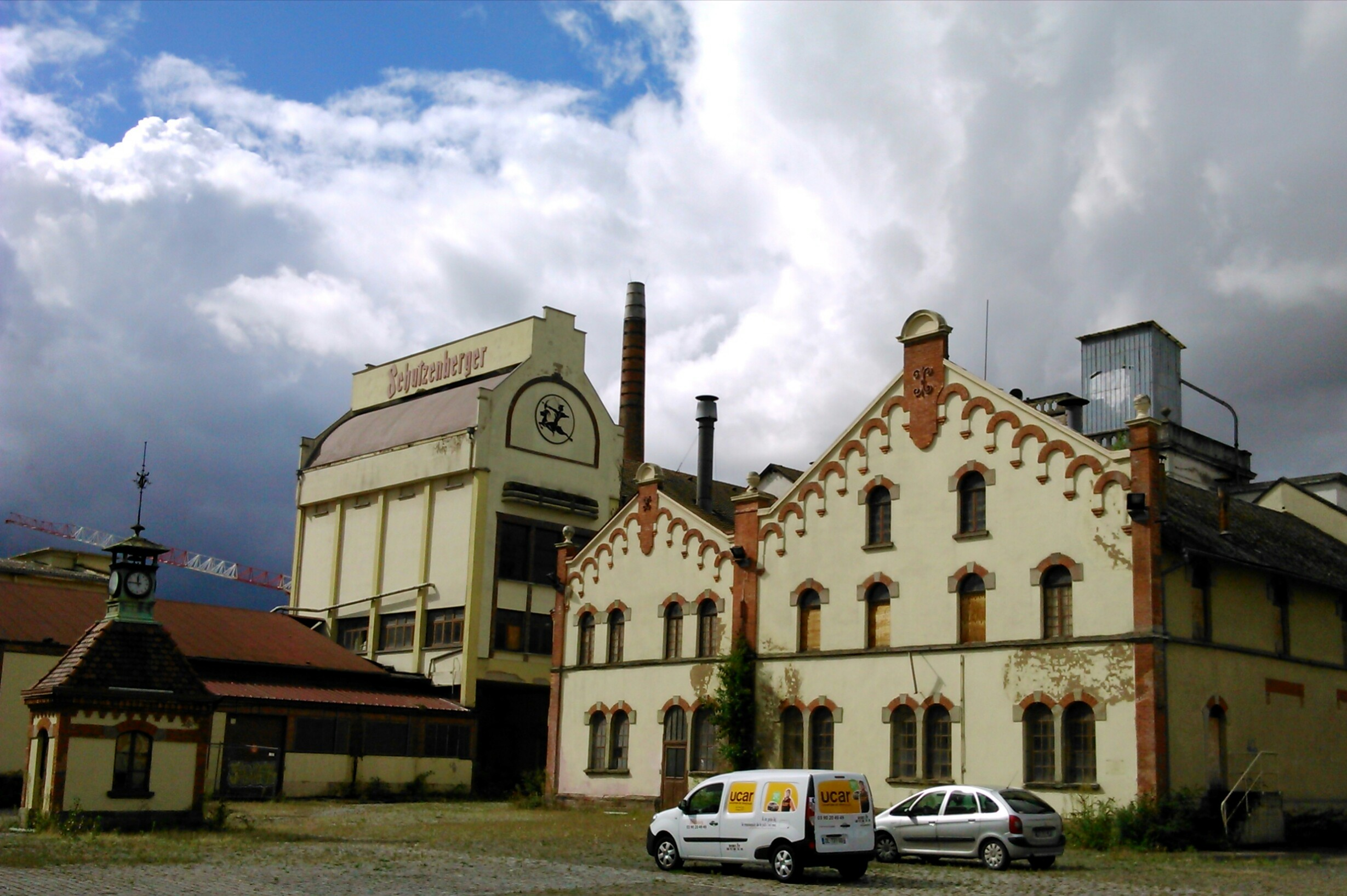
Пивоварня
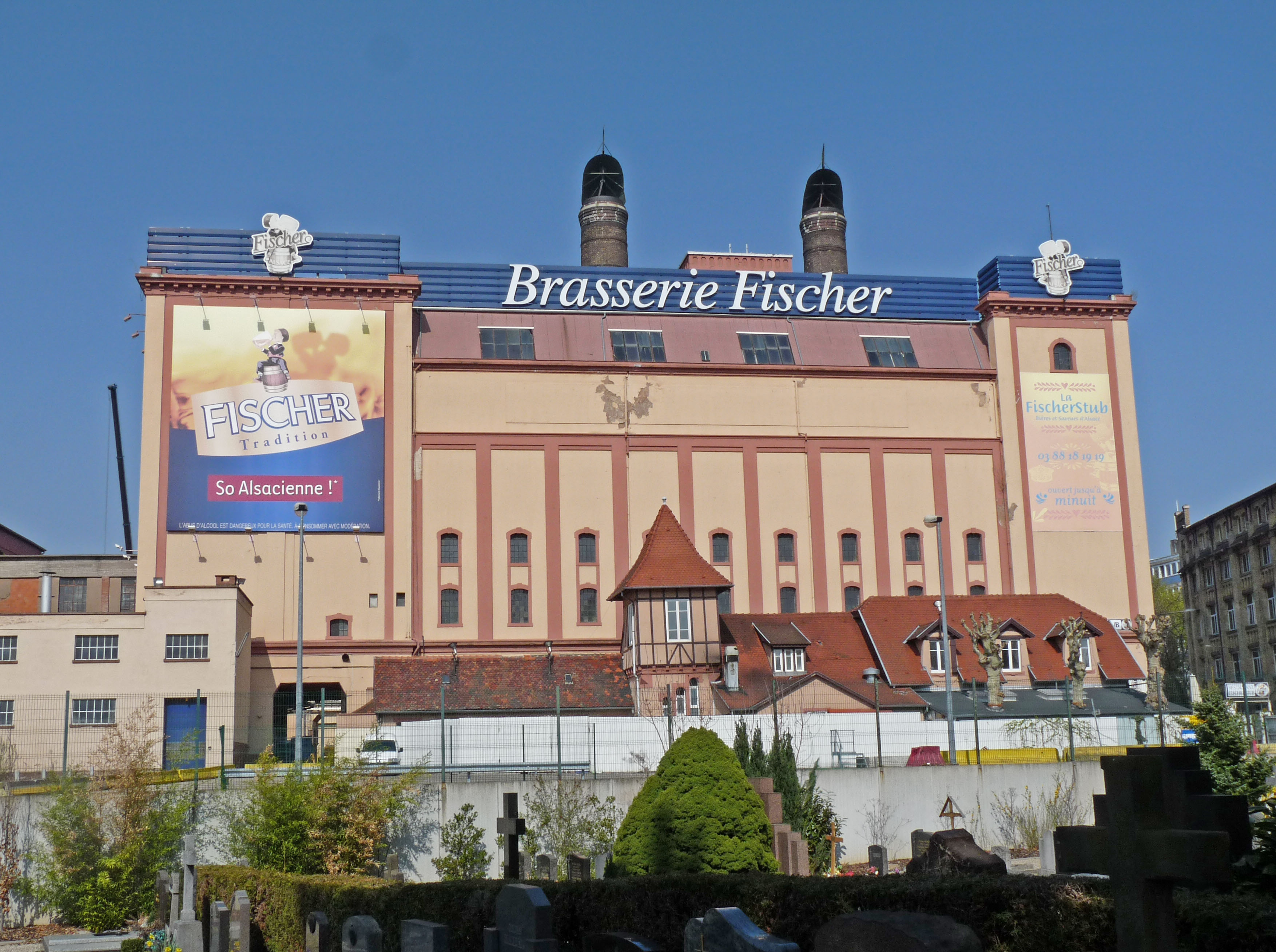
Старая пивоварня на въезде в город
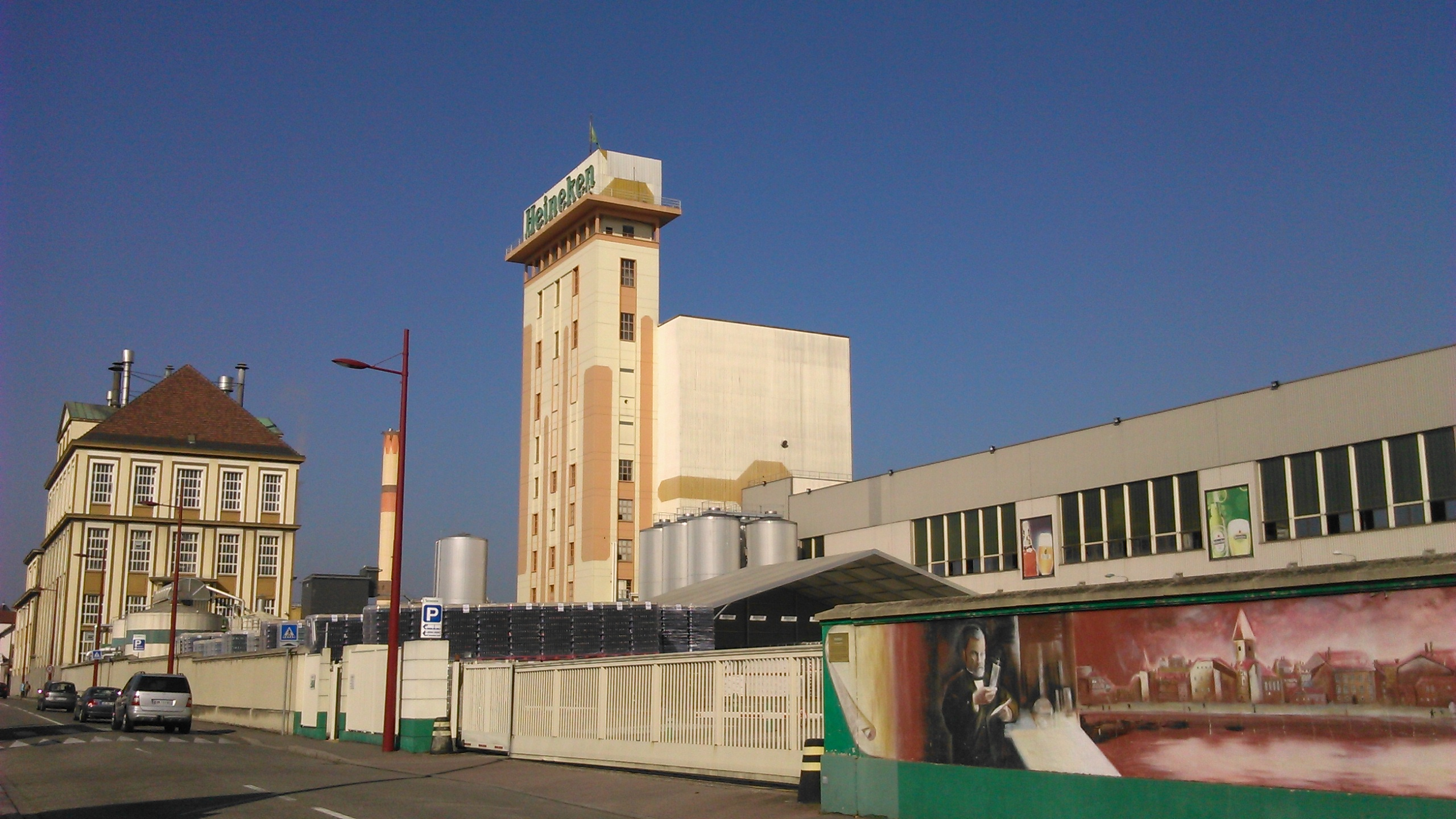
Пивоварня